# Dartos
Fascia dartos sau pur și simplu dartos este un strat de țesut conjunctiv ce se găsește în corpul penisului, prepuț și scrot.  Porțiunea peniană este denumită fascia superficială a penisului sau țesutul subcutanat al penisului  în timp ce partea scrotală este dartosul propriu-zis. Pe lângă faptul că este continuă între scrot și penis, este continuă și cu fascia Colles a perineului și fascia Scarpa a abdomenului. 
Se află chiar sub piele, ceea ce o plasează doar superficial față de fascia spermatică externă în scrot și fața de fascia Buck în corpul penisului.
În scrot, este format în principal din mușchi netezi.  Tonusul acestui mușchi neted este responsabil pentru aspectul ridat (rugos) al scrotului. 
La femeie, aceleași fibre musculare sunt mai puțin dezvoltate și denumite dartos muliebris, situate sub pielea labiilor mari.
Primește inervație de la fibrele nervoase simpatice postganglionare care sosesc prin nervul ilioinghinal și nervul scrotal posterior.

## Fiziologie

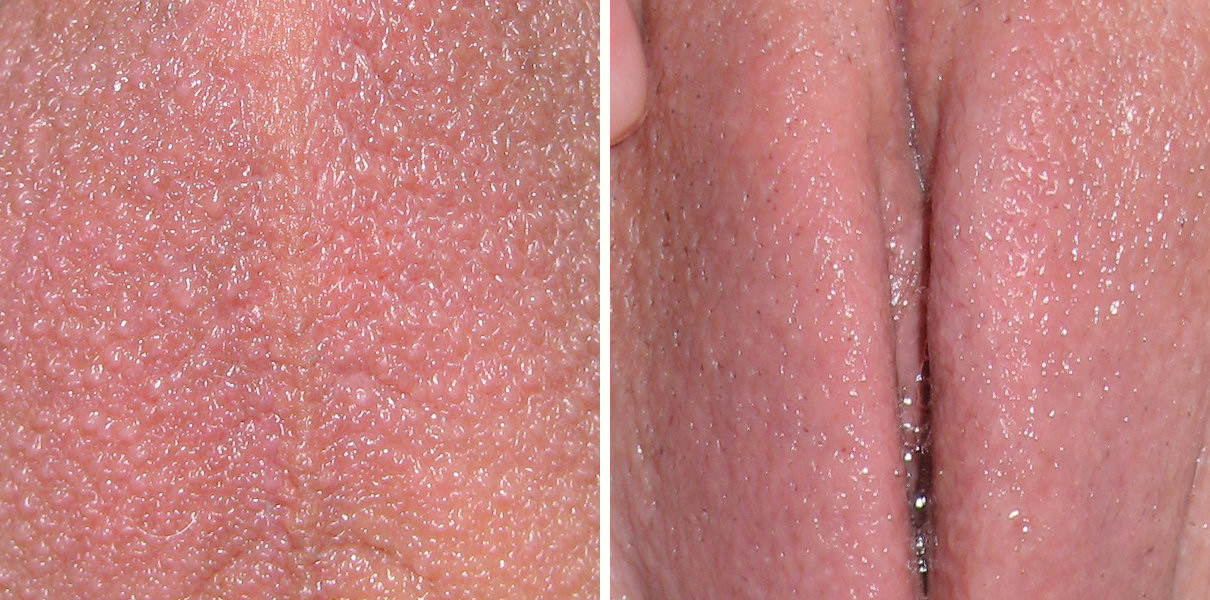
Comparație între pielea și tunicii dartos ale scrotului (stânga) și ale labiei mari (dreapta).

La nivelul penisului, datorită atașării slabe a fasciei dartos la fascia Buck îl face  responsabil pentru gradul ridicat de mobilitate a pielii penisului asupra țesutului subiacent.  Este, de asemenea, responsabil pentru transportul fluxului de sânge al pielii penisului, o rețea anastomotică de vase, care se desfășoară longitudinal, ce apar din vasele pudendale externe. 
În scrot, tunica dartos acționează pentru a regla temperatura testiculelor, ceea ce favorizează spermatogeneza. Face acest lucru prin extinderea sau contractarea sa pentru a încreți pielea scrotală.
- Contracția reduce suprafața disponibilă pentru pierderea de căldură, reducând astfel pierderile de căldură și încălzirea testiculelor.
- În schimb, expansiunea crește suprafața, favorizând pierderea de căldură și răcind astfel testiculele.

Mușchiul dartos funcționează împreună cu mușchiul cremaster pentru a ridica testiculul, dar nu trebuie confundat cu reflexul cremasteric.
Fascia dartos ține prepuțul aproape de glandul penisului pe tot parcursul vieții. În copilărie, fascia dartos funcționează ca o supapă de reținere unidirecțională la vârful prepuțului, permițând scurgerea urinei, dar interzicând intrarea de materii străine și agenți patogeni.
Există o creștere a fibrelor elastice cu maturitate crescândă care permite prepuțului să devină retractabil de la vârsta adultă și să alunece liber înainte și înapoi.

## Termeni înrudiți
Derivat din grecescul δέρνω / derno (beat, flog) și / sau δέρμα / derma (piele), care înseamnă „ceea ce este jupuit sau decojit”, posibil datorită aspectului său. 
Câțiva termeni legați de dartos:
dartoic (dar · to · ic) (dahr-to'ik) al naturii unui dartos; având o contractilitate lentă, involuntară ca cea a dartosului.
dartoid (dar · toid) (dahr'toid) asemănător cu dartos.

## Imagini suplimentare

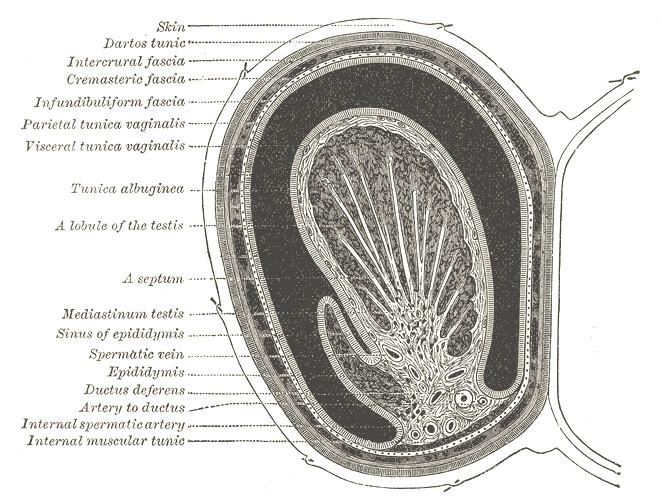
Secțiune transversală prin partea stângă a scrotului și prin testiculul stâng
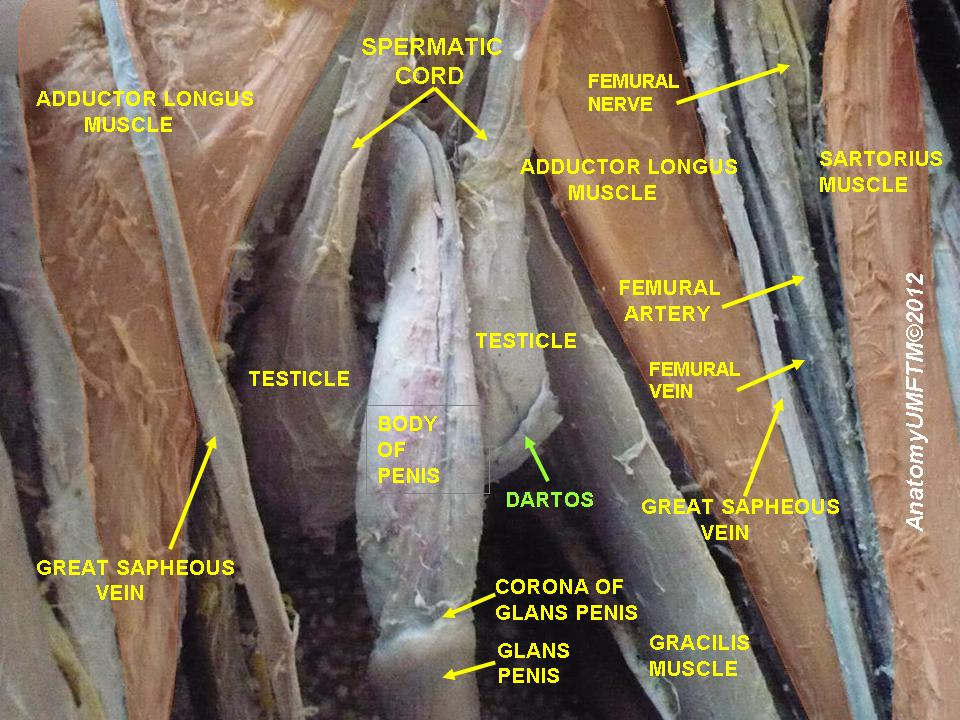
Dartos
Secțiune transversală prin penis